# Cambrils
Cambrils er en kystby i provinsen Tarragona, Catalonien, Spanien. Cambrils har 36.849(2024) indbyggere. Tidligere var byen en fiskeriby, men er nu domineret af turisme. Der er dog stadig en fiskerihavn i centrum af byen. Turister kommer i vidt omfang fra andre dele af Spanien.